# Pierre Cabanne
Pour les articles homonymes, voir Cabanne.
Pierre Cabanne est un critique d'art, journaliste et écrivain français, né à Carcassonne  le 23 septembre 1921 et mort à Meudon le 24 janvier 2007.

## Biographie
Journaliste, Pierre Cabanne collabore à Combat et au quotidien Le Matin de Paris ainsi qu'à de nombreuses revues d'art et à la station de radio France Culture.
Grand spécialiste de Pablo Picasso, auquel il a consacré une somme (Le Siècle de Picasso, 1979, quatre volumes), il laisse un grand nombre de livres couvrant l'histoire de l'art, particulièrement de l'art contemporain.
En 1966, il publie ainsi un livre d’Entretiens avec Marcel Duchamp, peu avant la mort de l'artiste. Ses livres sont appuyés sur une importante documentation et un gros travail de recherche, à l'image de La Chambre de Joë Bousquet, située à Carcassonne, dans lequel il enquête sur une célèbre collection surréaliste dispersée dans les années 1950.
Dans La Main et l'esprit (2002), il étudie les relations entre artistes et écrivains du XVIIIe siècle à nos jours. Il s'intéresse aussi aux Grands collectionneurs (2004).
Pierre Cabanne sait aussi se montrer polémiste, comme dans Merde aux critiques (1993) qui examine « les tribulations de la critique d'art d'Émile Zola à Pierre Ménard », ou dans son essai Le Pouvoir culturel sous la Ve République (1981), qu'il refusa d'actualiser au-delà de 1981 malgré les demandes réitérées de ses amis.
Professeur à l'École nationale supérieure des arts décoratifs à Paris, il est l'auteur d'ouvrages de vulgarisation comme le Guide des musées de France (1984), qui décrit 2 000 établissements et reçoit le prix national des guides touristiques, le Dictionnaire des arts (2000), ou le Dictionnaire des petits maîtres de la peinture (2003), en collaboration avec Gérald Schurr.
En 2016, eu lieu à Paris une conférence organisée par l'Institut national d'histoire de l'art, intitulée « Pierre Cabanne, un critique et ses archives ».
Il repose au cimetière de Fanjeaux (Aude).

## Œuvres
- Edgar Degas, Éditions Pierre Tisné, Paris, 1957
- Les Longs Cheminements, 1958 (sur les routes de pèlerinage)
- Le Midi des peintres, collection « Tout par l'image », Hachette, 1964.
- Entretiens avec Marcel Duchamp, Paris, Éditions Belfond, 1967 et 1977, Somogy, 1995
- Psychologie de l'art érotique, Éditions Somogy, 1971
- Le Siècle de Picasso, Paris, Denoël, 1979 ; Paris, Gallimard, 1992 – 4 vol.
- Le Pouvoir culturel sous la Ve République, Olivier Orban, 1981
- L'Art du vingtième siècle, Éditions Aimery Somogy, 1982
- Guide des musées de France, Paris, Bordas, 1984 ; Paris, Éditions Larousse, 1997
- Encyclopédie Art-déco, Somogy, Paris, 1986
- Le Cubisme, Paris, Presses universitaires de France, 1991
- Merde aux critiques, Paris, Quai Voltaire (édition), 1993
- Arman, classiques du XXIe siècle, Paris, La Différence, 1993
- André Derain, Paris, Somogy, 1990
- Le nouveau guide des musées de France, Paris, Larousse 1997[4]
- Duchamp et Cie, Pierre Terrail 1997
- Honoré Daumier, Paris, Éditions de l'Amateur, 1999
- Dictionnaire des arts, Paris, Éditions de l'Amateur, 2000
- L’Épopée des cubistes, Paris, Les éditions de l'Amateur, "Regard sur l'art", 2000.
- Chu Teh-Chun, Paris, Flammarion, 2000
- La Main et l'esprit, Paris, Éditions de l'Amateur, 2002
- Matisse et Picasso, Paris, Éditions de l'Amateur, 2002
- Dictionnaire des petits maîtres de la peinture, avec Gérald Schurr, Paris, Éditions de l'Amateur, 2003
- Les Grands Collectionneurs, Paris, Éditions de l'Amateur, 2004
- Vermeer, Paris, Pierre Terrail, 2004
- Hiquily, bronze et mobilier, Paris, La Différence, 2005
- Van Gogh, Paris, Pierre Terrail, 2006
- La Chambre de Joë Bousquet, Éditions André Dimanche, 2006[5]
- Fassianos, avec Dimitri Tsakanikas Analis, La Différence
- Le Scandale dans l'art, La Différence, 2007
- Entretiens, avec M. Duchamp, Paris, Allia, coédité avec les éditions Sable, 2014, 160 p.  (ISBN 978-2-84485-894-8)

Pierre Cabanne a également écrit d'autres ouvrages consacrés à Rembrandt, Gérard Garouste, Toulouse-Lautrec, Léon Zack.

## Articles
- « Les images totales de Garbell », in Combat, 17 juin 1974